# Vasyl' Rac
Vasyl' Karlovyč Rac (in ucraino Василь Карлович Рац?, in russo Васи́лий Ка́рлович Рац?, Vasilij Karlovič Rac; Vynohradiv, 25 aprile 1961) è un ex calciatore e allenatore di calcio sovietico, dal 1992 ucraino, di ruolo centrocampista.
Dopo aver giocato per un paio di club provinciali in patria, nel 1981 la Dinamo Kiev si accorge di lui e lo tessera nel proprio club, dove diviene un elemento stabile nel gioco di Valeri Lobanovski, che lo promuove in Nazionale cinque anni più tardi, nel 1986: gioca 47 incontri e sigla 4 gol per l'Unione Sovietica, disputando due Mondiali (1986 e 1990) e sfiorando il titolo Europeo del 1988 perdendo la finale contro i Paesi Bassi 2-0.

## Caratteristiche tecniche
Centrocampista esterno di quantità, poteva giocare anche come terzino all'occorrenza pur non essendo un giocatore difensivo, e talvolta Lobanovski l'ha schierato da mediano. Era in possesso di un buon tiro, sapeva crossare, ed era inarrestabile quando scendeva sulla fascia sinistra, essendo molto veloce.

## Carriera

### Club
A livello di club, Rac giocò soprattutto per la Dinamo Kiev, squadra con la quale vinse diversi trofei, tra cui la Coppa delle Coppe nel 1986. Nel 1989 tenta l'avventura all'estero, andando a giocare nel campionato spagnolo, con la maglia dell'Espanyol: dopo undici presenze torna in patria. Nel 1991, essendo di origini ungherese, opta per un trasferimento in Ungheria, accordandosi col Ferencvaros, club nel quale si ritira nel 1993.

### Nazionale
Con l'Unione Sovietica giocò tra il 1986 e il 1990 47 partite impreziosite da 4 reti. Partecipò ai mondiali di calcio di Messico 1986 e Italia 1990 e al Campionato europeo di calcio di Germania Ovest 1988.
È ricordato dagli appassionati di calcio per la spettacolare rete, un tiro da trenta metri terminato all'incrocio dei pali, segnata contro la Francia durante la rassegna messicana.

## Palmarès

### Competizioni nazionali
- Campionato sovietico: 4

Dinamo Kiev: 1981, 1985, 1986, 1990
- Coppa dell'URSS: 4

Dinamo Kiev: 1982, 1985, 1987, 1990

### Competizioni internazionali
- Coppa delle Coppe: 1

Dinamo Kiev: 1986